# Jaszowice (województwo mazowieckie)
Jaszowice (do 31 grudnia 2014 Jaszkowice) – wieś w Polsce położona w województwie mazowieckim, w powiecie radomskim, w gminie Zakrzew.
W skład sołectwa wchodzą Jaszowice i Jaszowice-Kolonia. W 2023 sołectwo liczyło 329 mieszkańców.
Prywatna wieś szlachecka, położona była w drugiej połowie XVI wieku w powiecie radomskim województwa sandomierskiego.
W latach 1954–1959 wieś należała i była siedzibą władz gromady Jaszowice, po jej zniesieniu w gromadzie Zakrzew. W latach 1975–1998 miejscowość administracyjnie należała do województwa radomskiego.
W Jaszowicach urodziła się Teresa Grodzińska, bohaterska sanitariuszka poległa w wojnie polsko-bolszewickiej w 1920.
Wierni Kościoła rzymskokatolickiego należą do parafii Wniebowzięcia Najświętszej Maryi Panny w Jarosławicach.